# Challenger de Bangkok 2016
El torneo KPN Bangkok Open 2016 es un torneo profesional de tenis. Pertenece al ATP Challenger Series 2016. Se disputará su 8.ª edición sobre superficie dura, en Bangkok, Tailandia entre el 04 al el 10 de enero de 2016.

## Jugadores participantes del cuadro de individuales
| Favorito | País                | Jugador             | Rank1 | Posición en el torneo |
| -------- | ------------------- | ------------------- | ----- | --------------------- |
| 1        | Bandera de Japón    | Tatsuma Ito         | 119   |                       |
| 2        | Bandera de Japón    | Yūichi Sugita       | 126   |                       |
| 3        | Bandera de Rusia    | Mijaíl Yuzhny       | 127   |                       |
| 4        | Bandera de Bélgica  | Kimmer Coppejans    | 130   |                       |
| 5        | Bandera de Japón    | Go Soeda            | 132   |                       |
| 6        | Bandera de Portugal | Gastão Elias        | 133   |                       |
| 7        | Bandera de Rusia    | Konstantín Kravchuk | 139   |                       |
| 8        | Bandera de Brasil   | André Ghem          | 149   |                       |

- 1 Se ha tomado en cuenta el ranking del 28 de diciembre de 2015.

### Otros participantes
Los siguientes jugadores recibieron una invitación (wild card), por lo tanto ingresan directamente al cuadro principal (WC):
- Nattan Benjasupawan
- Phassawit Burapharitta
- Jirat Navasirisomboon
- Kittipong Wachiramanowong

Los siguientes jugadores ingresan al cuadro principal tras disputar el cuadro clasificatorio (Q):
- Iliá Ivashka
- Jason Jung
- Maximilian Neuchrist
- Dmitri Popkó

## Campeones

### Individual Masculino
- Mijaíl Yuzhny derrotó en la final a  Go Soeda, 6–3, 6–4

### Dobles Masculino
- Johan Brunström /  Andreas Siljeström derrotaron en la final a  Gero Kretschmer /  Alexander Satschko , 6–3, 6–4